# De Barakken

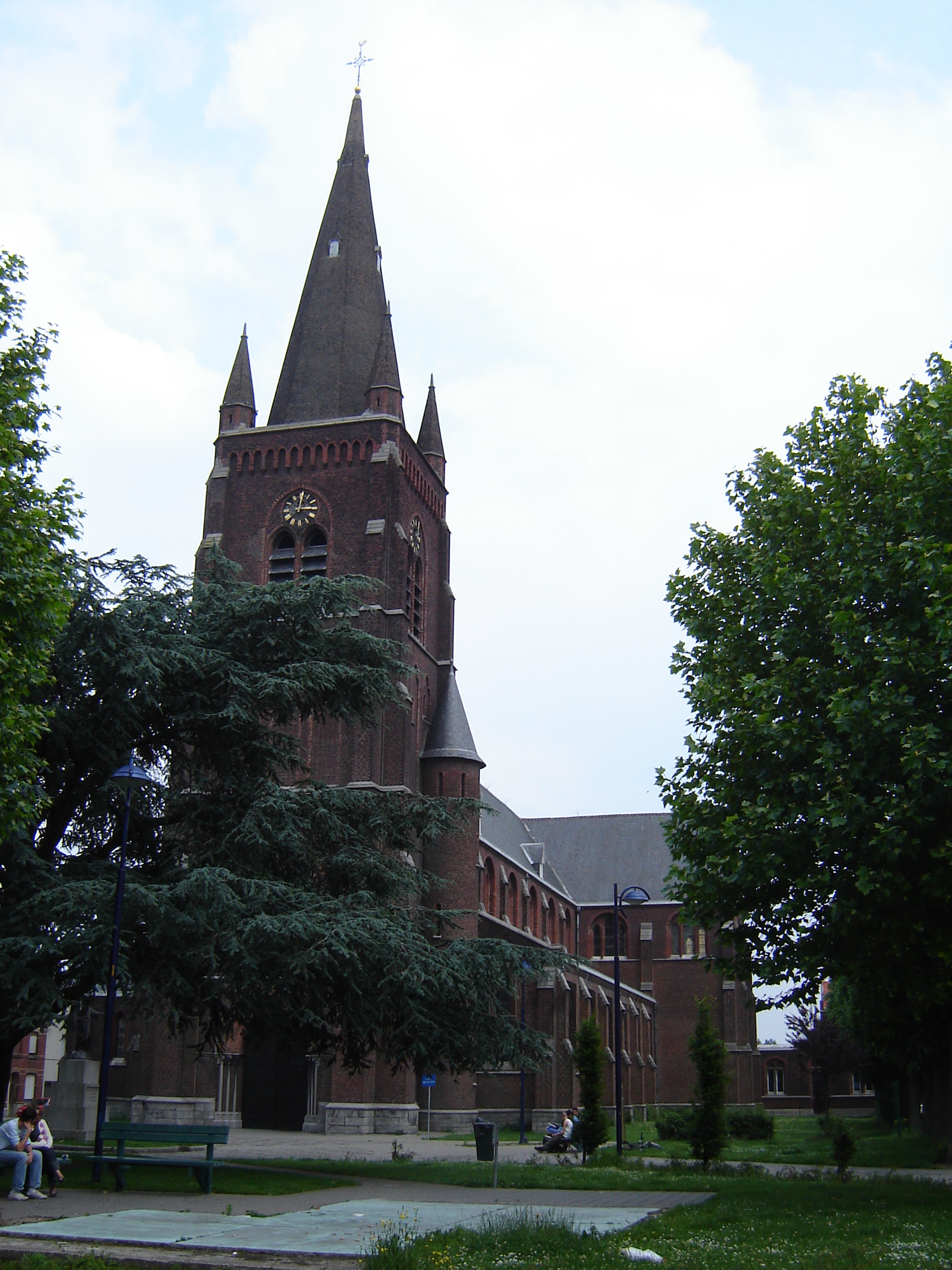
Sint-Jozefskerk

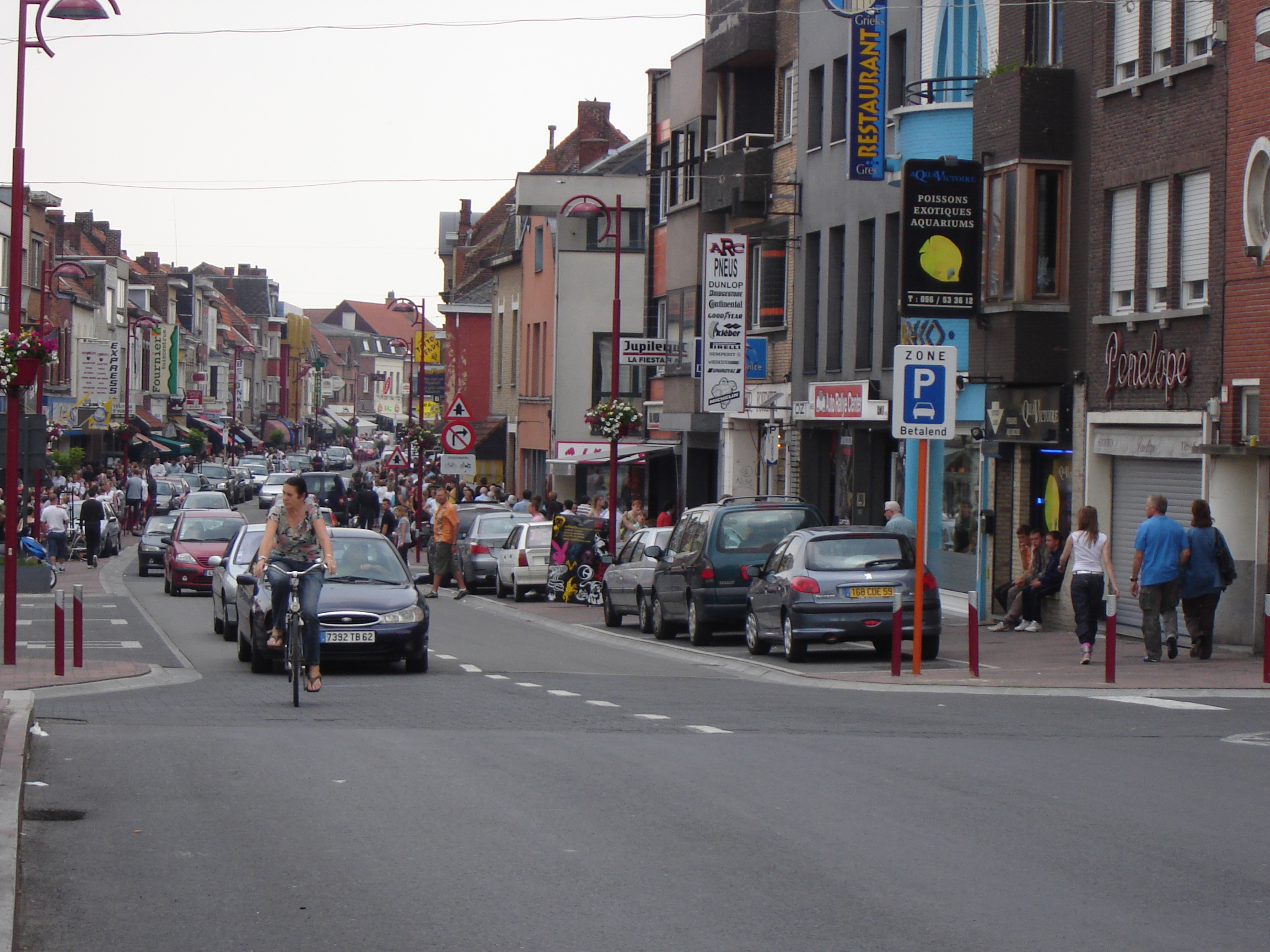
Frans winkeltoerisme op zondag

De Barakken is een arbeiderswijk in de Belgische stad Menen, tussen de Leie en de Franse grens. De wijk ligt in tegenstelling tot Menen-centrum op de zuidelijk oever van de rivier, en vormt een bebouwd geheel met de Franse stad Halluin (Halewijn).

## Geschiedenis
Op het gebied, dat na grenscorrecties in de 17de en 18de eeuw bij Menen kwam, bevond zich een deel van de vestingen van Vauban. Deze werden aangelegd in de periode 1679-1689 in opdracht van de Franse koning Lodewijk XIV, waarbij een deel van de dorpskern van Halewijn verdween. Reeds in 1744 werd het hoornwerk van Halewijn gesloopt onder Lodewijk XV, en het gebied werd verder ontmanteld na de Belgische onafhankelijkheid. Vanaf halverwege de 19de eeuw werden de gronden verkocht.
In het laatste decennium van de 19de eeuw werd begonnen met de opbouw van een wijk op het grondgebied. Enkele nieuwe straten werden aangelegd, de eerste in 1891. Menen kende een groeiend bevolkingsaantal door grensarbeid in de Noord-Franse industriesteden, en de wijk werd met nieuwe straten uitgebreid. Reeds in 1897 kreeg de wijk een eigen parochie. In 1900 schonk de stad Menen een stuk grond aan de Sint-Jozefsparochie voor de bouw van een kerk, die op 26 september 1904 werd ingewijd. Op het eind van dat jaar woonden reeds 4401 inwoners in de wijk.